# چشم‌زخم

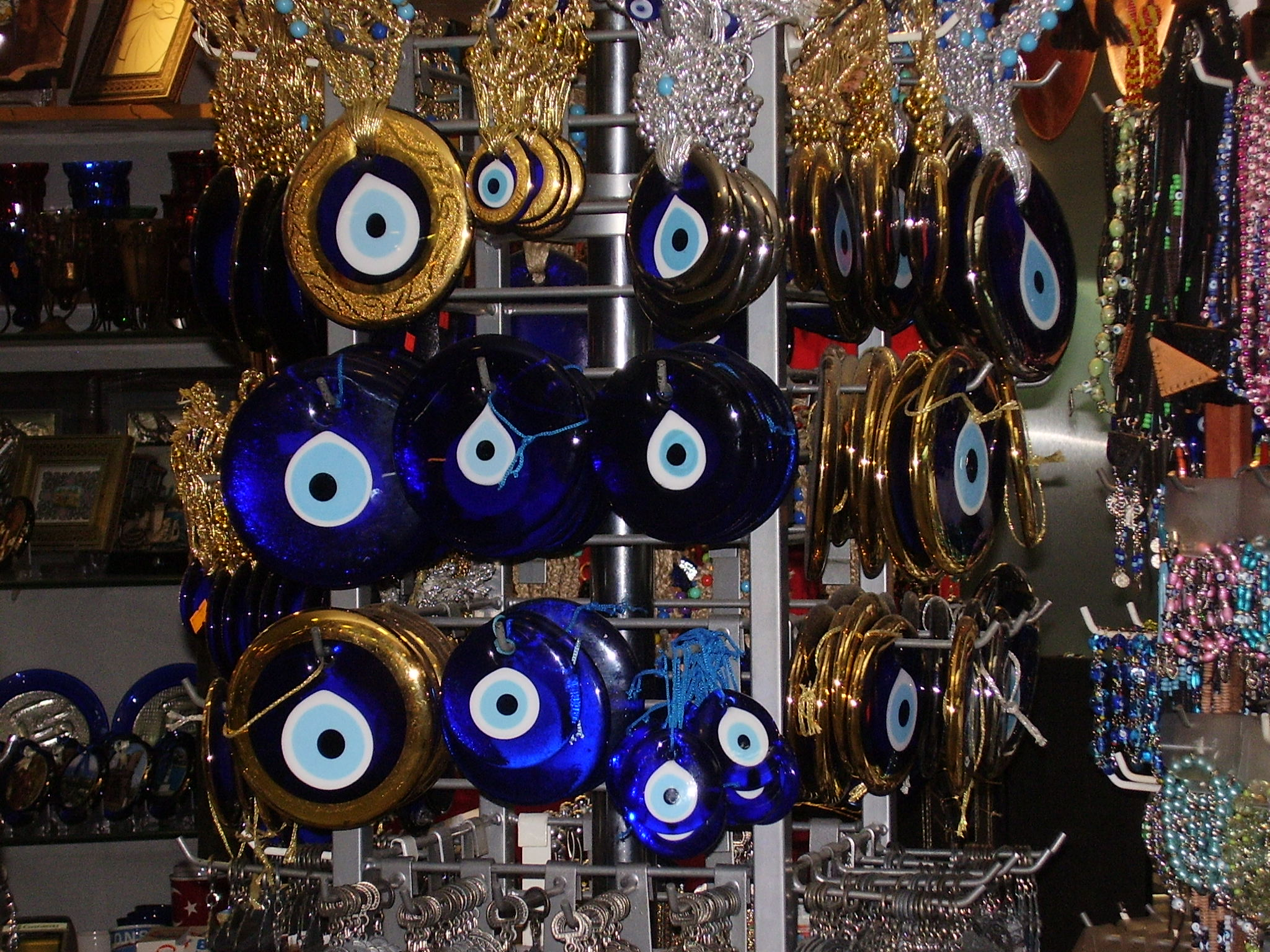
بلاگردان

چشم نظر یا چشم بد یا چشم‌زخم یا چشم حسد (به انگلیسی: Evil Eye)، (به یونانی: Mάτι)، (به ایتالیایی: malocchio)، (به عبری: עין הרע) یک نفرین یا افسانه خرافی است که از یونان باستان، مصر باستان و روم سرچشمه می‌گیرد. چشم‌زخم بر این باور شکل گرفته که کسانی که به موفقیت‌های بزرگ می‌رسند مورد حسادت اطرافیانشان قرار می‌گیرند و این حسادت به شکل نفرین، خوشبختی آن‌ها را ویران می‌کند.

## باورها

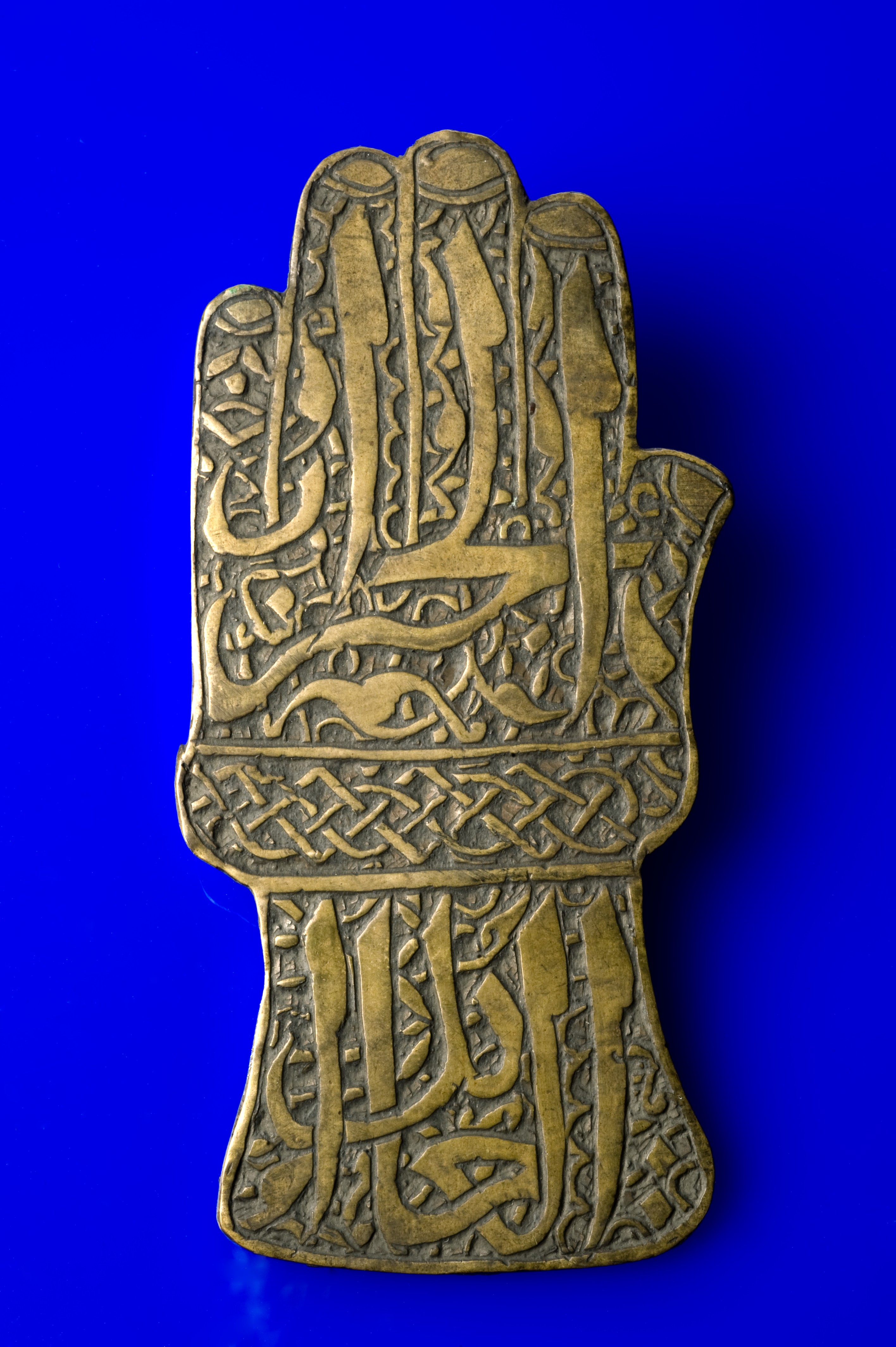
روی این دست برنجی به زبان عربی به عنوان حرز برای جلوگیری از «چشم بد» نوشته شده است.

بر اساس افسانه‌های خرافی، چشم‌زخم می‌تواند باعث بدشانسی یا رخداد بد می‌شود. بسیاری از فرهنگ‌ها معتقدند که دریافت چشم بد باعث بدبختی یا آسیب خواهد شد. برخی معتقدند نوعی نیروی فراطبیعی وجود دارد که نگاه بدخواهانه کسانی را که خواهان آسیب رساندن به دیگران (به ویژه بی‌گناهان) هستند می‌اندازد یا منعکس می‌کند. طلسم‌ها یا تعویذهای ایجاد شده برای محافظت در برابر چشم بد نیز اغلب «چشم‌زخم» نامیده می‌شوند. چشم‌زخم‌های قدیمی اغلب روی سرامیک یا خاک رس کشیده می‌شدند. تولید شیشه در سرزمین‌های کناره دریای مدیترانه نزدیک به سال ۱۵۰۰ پیش از میلاد، نقش مهمی در گسترش استفاده از چشم‌زخم در میان فنیقی‌ها، یونانی‌ها، رومی‌ها و عثمانی‌ها داشت. کاربرد رنگ آبی به احتمال زیاد به دلیل در دسترس بودن اکسیدهای مس و کبالت در مصر بود که برای روکش ظروف گِلی استفاده می‌کردند. رنگ آبی مورد پذیرش مردم ترک بود زیرا با تنگری، خدای آسمان در باور آنها رابطه نزدیکی داشت. با این وجود چشم‌زخم‌های مدرن می‌توانند طیف وسیعی از رنگ‌ها باشند.
همچنین اعتقاد به افسانه خرافی چشم‌زخم همواره بر آن است که تنها برخی افراد دارای چنین خاصیتی هستند و می‌توانند دیگران را چشم بزنند. اما گسترش چنین اعتقادی به همه افراد، زمینهٔ بدبینی شهروندان به یکدیگر را فراهم می‌کند.
پلوتارک، فیلسوف یونانی در یکی از کتاب‌های خود تلاش می‌کند بر خلاف واقعیت، برای چشم‌زخم توضیح علمی ارائه دهد. او در کتاب خود می‌گوید چشم انسان می‌تواند پرتویی ساطع کند که در بعضی موارد حتی باعث مرگ کودکان و حیوانات کوچک شود. او حتی ادعا می‌کند که گروه‌هایی از مردم در جنوب دریای سیاه مهارت ویژه‌ای در استفاده از این نفرین دارند و بیشتر آنها چشم‌های آبی‌رنگ دارند. البته این احتمالاً به این دلیل است که مردمان چشم آبی‌رنگ کمی در کناره دریای مدیترانه زندگی می‌کنند. اما در نهایت، هیچ‌کدام از ادعاهای او از طرف جامعه علمی پذیرفته نشده و بر اساس علم، اکنون چشم‌زخم به عنوان خرافات شناخته می‌شود.
برخی فرهنگ‌ها وجود چنین قدرت افسانه‌ای را با بدخواهی ذاتی برابر نمی‌دانند. بعضی از فرهنگ‌ها نیز عقیده دارند که شخصی که می‌تواند بقیه را چشم بزند خود باری ناخواسته بر دوش دارد و در واقع خود نفرین شده است. برای نمونه، الورثی به اسطوره‌ای باستانی در لهستان اشاره می‌کند. مردی بود که نگاهش چنان قدرتی در نفرین دیگران داشت که عاقبت چشمان خود را کور کرد تا دیگر باعث بدبختی کسانی که دوستشان داشت نشود.
فردریک توماس الورثی در کتاب چشم‌زخم: گزارشی کلاسیک از خرافه‌ای باستانی به نگاه سنگ‌کننده گورگون‌های یونانی و داستان‌های محلی ایرلندی دربارهٔ مردانی که می‌توانند تنها با یک نگاه اسبی را جادو کنند اشاره می‌کند و می‌گوید تقریباً در همه فرهنگ‌ها اسطوره‌ای دربارهٔ چشم‌زخم دیده می‌شود.

## دفع بلا

چشم‌زخم

ایده چشم بد باعث می‌شود که فرهنگ‌های مختلف اقدامات محافظتی را علیه آن دنبال کنند. نزدیک به ۴۰٪ از مردم جهان به چشم بد اعتقاد دارند. این مفهوم و اهمیت آن در میان فرهنگ‌های گوناگون، متفاوت است. اما در سرزمین‌های کناره دریای مدیترانه و غرب آسیا بسیار برجسته است. این ایده چندین بار در ادبیات ربانی یهودی ظاهر شده است. این باور به‌طور گسترده‌ای در میان بسیاری از قبایل و فرهنگ‌های مدیترانه‌ای و آسیایی گسترش یافته بود. جاذبه‌ها و تزئینات با نمادهای چشم‌مانند، معروف به «نظر» که برای دفع چشم بد مورد استفاده قرار می‌گیرد یک دید معمول در سراسر قبرس، یونان، ایتالیا، آلبانی، پرتغال، برزیل، اسرائیل، اتیوپی، جورجیا، ارمنستان، آذربایجان، الجزایر، تونس، لبنان، ترکیه، فلسطین، مصر، اردن، عربستان سعودی، بنگلادش، ایران، عراق، نپال، پاکستان، مناطقی از هند، یوتا، مراکش، جنوب اسپانیا، مناطقی از مکزیک، مالت، مونته‌نگرو، رومانی، مقدونیه شمالی، بلغارستان، بالکان، عراق، افغانستان، سوریه و بحرین هستند و به یک سوغات محبوب در بین گردشگران تبدیل شده‌اند. تعویذ دیگری که برای دفع چشم بد استفاده می‌شود خمسه است. در ایتالیا (به ویژه ایتالیای جنوبی) از چیزهای منحصر به فرد دیگری از جمله قرنیه، سیماروتا، و نشانه شاخ‌ها برای دفاع از چشم شیطان استفاده می‌کند. درحالیکه چشم مصری (حوروس) نمادی مشابه از محافظت و سلامتی است طلسم چشم شیطانی یونانی به‌طور ویژه در برابر نگاه بدخواه محافظت می‌کند.
قدیمی‌ترین نمونه طلسم چشم‌زخم متعلق به سال ۳۳۰۰ قبل از میلاد در تل براک کشف شده است. این طلسم به شکل بُت است که از رخام گچی تراشیده شده و چشم‌هایش بُرِش خورده است. اما ارتباط آن با تکه‌های شیشه آبی‌رنگ، معلوم نیست.

### امروز
پس از هزاران سال هنوز کاربرد چشم‌زخم هیچ تغییری نکرده و امروز حتی آنرا روی بدنه کشتی و هواپیما می‌چسبانند.

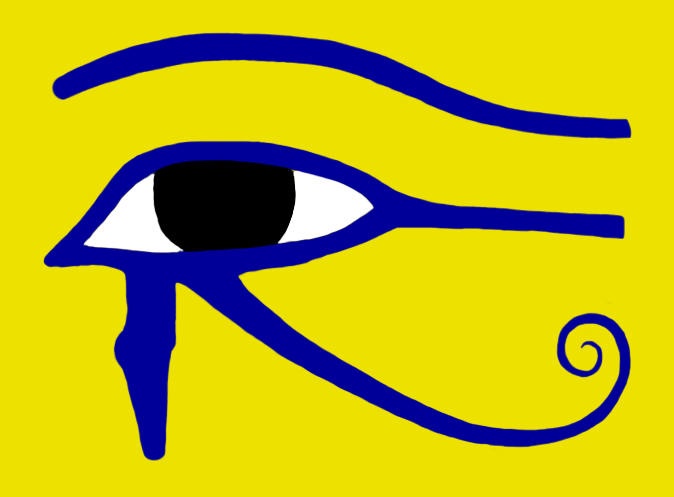
در مصر باستان، چشم حوروس نماد طلسمی در برابر شیطان و خطرات بود.

## در اسلام
در قرآن اشاره مستقیمی به چشم‌زخم وجود ندارد. اما برخی آیات از جمله آیه وَ اِنْ یَّکادُ را برخی مفسران به این قضیه مربوط می‌دانند و برخی دیگر نیز آن را به چشم‌زخم کاملاً بی‌ارتباط می‌دانند؛ اما در احادیث این موضوع به صراحت بیان شده است. از جمله حدیث مشهوری از پیامبر اسلام می‌گوید: «چشم‌زخم واقعیت دارد و مرد را در قبر و شتر را در دیگ قرار می‌دهد». (بحارالانوار، ج ۶۳، ص ۲۶)
نهج البلاغه حکمت ۴۰۰:
«وَ قَالَ ع الْعَیْنُ حَقٌّ وَ الرُّقَی حَقٌّ وَ السِّحْرُ حَقٌّ- وَ الْفَأْلُ حَقٌّ وَ الطِّیَرَةُ لَیْسَتْ بِحَقٍّ- وَ الْعَدْوَی لَیْسَتْ بِحَقٍّ- وَ الطِّیبُ نُشْرَةٌ وَ الْعَسَلُ نُشْرَةٌ- وَ الرُّکُوبُ نُشْرَةٌ وَ النَّظَرُ إِلَی الْخُضْرَةِ نُشْرَةٌ»
و درود خدا بر او، فرمود: چشم‌زخم حقیقت دارد استفاده از نیروهای مرموز طبیعت حقیقت دارد سحر و جادو وجود دارد و فال نیک راست است و رویداد بد را بد شگون دانستن، درست نیست بوی خوش درمان و نشاط آور، عسل درمان کننده و نشاط آور، سواری بهبودی آور و نگاه به سبزه زار درمان کننده و نشاط آور است.
با این وجود برخی اعتقادات در این مورد از نظر اسلام در زمره خرافات قرار دارد. از جمله ارتباط داشتن این نیرو با حسادت در هیچ‌کجا مورد اشاره قرار نگرفته و نیز راه مقابله با آن تنها دعا کردن دانسته شده است (یاد خداوند، گفتن «تبارک اللّه احسن الخالقین»، «امنتُ باللّه و صلی اللّه علی محمد و آله» قرائت سوره «ناس» و «فلق» و «آیت‌الکرسی» در ورقه‌ای و به همراه داشتن آن، سه مرتبه ذکر «ماشااللّه لاحول ولا قوة الا باللّه العلی العظیم»). بنابراین دیگر اعمالی که برای این منظور انجام می‌شود (مثل شکستن تخم مرغ یا زدن به تخته) از نظر اسلام خرافی است.

## در جهان مُد
در یک دهه گذشته تصاویر مربوط به چشم‌زخم در صنعت مد کاربرد زیادی پیدا کرده است. کیم کارداشیان در بسیاری از عکس‌های خود گردنبندها و گل‌سرهایی با نماد چشم‌زخم دارد. در اواخر سال ۲۰۱۷ جیجی حدید سری کفش‌های آی‌لاو را با نماد چشم‌زخم عرضه کرد.
تابلوهای دکوراتیو تزئینی، مچ‌بند، گردنبند، و جاکلیدی به شکل چشم‌زخم ساخته شده‌اند یا راهنماهای بسیاری برای ساخت آنها ارائه شده‌اند. استفاده از چشم‌زخم در صنعت مد باعث شده برخی نگران تغییر کاربری و مفهوم این نماد شوند.